# Strobilurus torquatus
Strobilurus torquatus é uma espécie de lagarto da família Tropiduridae, a família dos lagartos terrestres neotropicais. É encontrado no Brasil.